# Il piacere sottile della pioggia
Il piacere sottile della pioggia (The Right Attitude to Rain) è il terzo libro della serie di romanzi di Alexander McCall Smith, "Il club dei filosofi dilettanti". È ambientato ad Edimburgo, in Scozia ed ha per protagonista Isabel Dalhousie, sofisticata single quarantenne, fondatrice del Club dei filosofi dilettanti.
Il libro è stato tradotto in svedese, russo, francese, italiano e altre lingue.

## Trama
Isabel Dalhousie, direttrice della "Rivista di Etica applicata", pensa di essere in una fase ormai tranquilla della sua maturità quando si trova a dover affrontare l'inattesa notizia dell'infedeltà coniugale della madre (morta quando lei aveva 11 anni) e la passione per il musicista Jamie, di quattordici anni più giovane di lei (e soprattutto ex fidanzato mollato dalla nipote Cat).
L'arrivo di una coppia di americani ad Edimburgo solleva la curiosità di Isabel che non riesce a spiegarsi la ragione che tiene uniti Tom (ricco e maturo) ed Angie (giovane e bella). Le indagini non avranno gran seguito perché Isabel, dopo molti tentennamenti, si è lanciata anima e corpo nel rapporto con Jamie, dal quale alla fine avrà un figlio.

## Personaggi principali
- Isabel Dalhousie, donna di quarantadue anni, direttrice della "Rivista di Etica applicata". Ha ricevuto una notevole somma di denaro in eredità e vive in una confortevole abitazione a sud di Edimburgo.
- Jamie, ex fidanzato di Cat, per il quale Isabel prova una certa attrazione.
- Mimi, cugina di Isabel.
- Cat, nipote di Isabel. Donna giovane ed attraente, gestisce una gastronomia.
- Grace è l'impicciona governante di Isabel.

## Edizioni in italiano
- Alexander McCall Smith, Il piacere sottile della pioggia, traduzione di Giovanni Garbellini, Parma: Guanda, 2007
- Alexander McCall Smith, Il piacere sottile della pioggia, traduzione di Giovanni Garbellini, Milano: TEA, 2009